# Distretto 4 (Liberia)
Il distretto 4 è un distretto della Liberia facente parte della contea di Grand Bassa.